# Skovsamer
Skovsamer er samer som hele året er aktive i skoven og som derfor ikke flytter op i fjeldet om sommeren, til forskel fra fjeldsamer. 
Historisk set har der i Sverige eksisteret skovsamer i det mindste fra det nordlige Ångermanland og nordpå. De to sydligste lappmarker, Åsele og Lycksele lappmark, omfattede inden 1606 ikke fjeldområdet, men var helt og holdent skovsamiska områder. Det samme gjorde sig gældende for Kemi lappmark i det nuværende Finland. I de øvrige lappmarker fandtes skovsamer i hele skovområdet.
Skovsamerne i Kemi, Åsele og Lycksele lappmarker blev assimilerede i den finske og svenske befolkning i løbet af 1600-, 1700- og 1800-tallet. I dag findes en levende skovsamisk kultur i skovområdet i Norrbottens län samt i Malå i Västerbottens län.